# Carsten Munk-Hansen
Carsten Munk-Hansen (født 31. maj 1959) er professor ved Juridisk Institut ved Aalborg Universitet. Hans forskningsområde er formueret og retsteori. I 2007 fik han tildelt en Ph.d.-graden ved Aarhus Universitet for en afhandling om ansvarsfraskrivelser i ejendomshandler.

## Karriere
Fra 1985-1988 var Carsten Munk-Hansen advokatfuldmægtig og fra 1988-2004 advokat. Herefter var han indskrevet som Ph.d.-studerende fra januar 2005-juni 2007, og blev efterfølgende ansat som ekstern lektor ved Aarhus Universitet, mens han var advokat. Han blev ansat ved Aalborg Universitet som adjunkt i 2009 og er i dag professor. Siden 2008 har han løbende afholdt kurser for advokater, ejendomsmæglere, forsikringsansatte m.fl. Fra 2017-2021 var han udnævnt af erhvervsministeren til formand for Planklagenævnet. Han er leder af Civilretsgruppen, en forskergruppe stiftet i marts 2022. I 2012-2013 og 2016-2018 var han leder af forskergruppen Formueret.  

Carsten Munk-Hansen var medstifter af Juridisk Forening i Aalborg ultimo 2015, hvor han også var bestyrelsesmedlem fra januar 2016-juni 2020. Carsten Munk-Hansen blev i 2013 kåret som ”Årgangens underviser 2008-2013” ved jurastudierne på Aalborg Universitet. Han har desuden optrådt i medierne mange gange.

## Publikationer
Carsten Munk-Hansen har udgivet en række bøger.
- 2007. Ansvarsregulering i overdragelsesaftaler – Vilkår om ansvarsfraskrivelse og ansvarsbegrænsning i aftaler om overdragelse af fast ejendom. Jurist- og Økonomforbundets Forlag. 302 sider
- 2010. Fast ejendom – Overdragelse, mangler og anden misligholdelse. Jurist- og Økonomforbundets Forlag. 632 sider
- 2012. Retssikkerhed i konkurrence med andre hensyn. Antologi: Munk-Hansen, C., Schultz, T. (red.). Jurist- og Økonomforbundets Forlag
- 2014. Retsvidenskabsteori. Jurist- og Økonomforbundets Forlag. 411 sider
- 2015. Fast ejendom, I: Overdragelsen, 2. udg. Jurist- og Økonomforbundets Forlag. 538 sider
- 2015. Fast ejendom III: Ejerbeføjelsen, 1. udg. Jurist- og Økonomforbundets Forlag. 158 sider
- 2016. Fast ejendom II: Bolighandlen, 1. udg. Jurist- og Økonomforbundets Forlag. 385 sider
- 2017. Den juridiske løsning. Introduktion til den juridiske metode. 117 sider
- 2018. Retsvidenskabsteori, 2. udg. Jurist- og Økonomforbundets Forlag. 433 sider
- 2021. Den juridiske løsning, 2. udg. Jurist- og Økonomforbundets Forlag. 124 sider
- 2021. Ejendomsformidlingsloven med kommentarer, Jurist- og Økonomforbundets Forlag. 696 sider
- 2022. Retsvidenskabsteori, 3. udg. Djøf Forlag. 471 sider
- 2023. Fast ejendom I, Overdragelsen, 3. udg. Djøf Forlag. 571 sider
- 2024. Fast ejendom III, Ejerbeføjelsen, 3. udg. Djøf Forlag. 175 sider
- 2024. Fast ejendom II, Bolighandlen, 2. udg., Djøf Forlag, 492 sider

Han har endvidere publiceret en række artikler om bl.a. ansvarsfraskrivelse for rådgivere, spiludbyderes ansvar, grænsedragning af, hvem der hæfter for forskellige skader ved fast ejendom, betingelser for afståelsesret i lejemål og retssikkerhedsspørgsmål i klagenævnsbehandling.